# گفرهورن
گفرهورن (به لاتین: Güferhorn) یک کوه در سوئیس است که در کانتون گراوبوندن واقع شده‌است. گفرهورن ۳٬۳۷۹ متر بالاتر از سطح دریا واقع شده‌است.